# Lycaste michelii
Lycaste michelii là một loài thực vật có hoa trong họ Lan. Loài này được Oakeley mô tả khoa học đầu tiên năm 1993.